# Dimnjača
Dimnjača (dimarka; lat. Fumaria), biljni rod iz porodice makovki. Uglavnom jednogodišnje vrste kojih je pedesetak na popisu, od čega blizu 20 vrsta u Hrvatskoj),. Raširene su po Europi, zapadnim dijelovima Azije i dijelovima Afrike

## Vrste
1. Fumaria abyssinica Hammar
2. Fumaria agraria Lag., poljska dimnjača
3. Fumaria ajmasiana Pau & Font Quer
4. Fumaria × albertii Foucaud & Rouy
5. Fumaria asepala Boiss.
6. Fumaria atlantica Coss. & Durieu ex Hausskn.
7. Fumaria ballii Pugsley
8. Fumaria barnolae Sennen & Pau
9. Fumaria bastardii Boreau, Bastardijeva dimnjača
10. Fumaria berberica Pugsley
11. Fumaria bicolor Sommier ex Nicotra, dvobojna dimnjača
12. Fumaria bracteosa Pomel
13. Fumaria × burnatii Verg.
14. Fumaria capitata Lidén
15. Fumaria capreolata L., vitičava dimnjača
16. Fumaria coccinea Lowe ex Pugsley
17. Fumaria × condensata Pau
18. Fumaria daghestanica Michajlova
19. Fumaria densiflora DC., gustocvjetna dimnjača
20. Fumaria dubia Pugsley
21. Fumaria erostrata (Pugsley) Lidén
22. Fumaria faurei (Pugsley) M.Linden
23. Fumaria flabellata Gasp., lepezasta dimnjača
24. Fumaria × gagrica Michajlova
25. Fumaria gaillardotii Boiss., velika dimnjača
26. Fumaria indica (Hausskn.) Pugsley
27. Fumaria judaica Boiss., malena dimnjača
28. Fumaria kralikii Jord., anatolska dimnjača
29. Fumaria macrocarpa Parl.
30. Fumaria macrosepala Boiss.
31. Fumaria mairei Pugsley ex Maire
32. Fumaria maurorum Maire
33. Fumaria melillaica Pugsley
34. Fumaria microstachys Kralik ex Hausskn.
35. Fumaria mirabilis Pugsley
36. Fumaria montana J.A.Schmidt
37. Fumaria munbyi Boiss. & Reut.
38. Fumaria muralis Sond. ex W.D.J.Koch
39. Fumaria normanii Pugsley
40. Fumaria occidentalis Pugsley
41. Fumaria officinalis L., ljekovita dimnjača
42. Fumaria ouezzanensis Pugsley
43. Fumaria × painteri Pugsley
44. Fumaria parviflora Lam., sitnocvjetna dimnjača, ognjičar
45. Fumaria petteri Rchb., Peterova dimnjača
46. Fumaria platycarpa Lidén
47. Fumaria pugsleyana (Pugsley) Lidén
48. Fumaria purpurea Pugsley
49. Fumaria ragusina (Pugsley) Pugsley, dubrovačka dimnjača
50. Fumaria reuteri Boiss.
51. Fumaria rifana Lidén
52. Fumaria rostellata Knaf,  kljunasta dimnjača
53. Fumaria rupestris Boiss. & Reut.
54. Fumaria schleicheri Soy.-Will.
55. Fumaria segetalis (Hammar) Cout.
56. Fumaria sepium Boiss. & Reut.
57. Fumaria skottsbergii Lidén
58. Fumaria vaillantii Loisel., Vajlantova dimnjača, dimarka tupkasta